# 月隈ジャンクション
月隈ジャンクション（つきぐまジャンクション）は福岡県福岡市博多区にある福岡高速道路の環状線と2号太宰府線を結ぶジャンクションである。

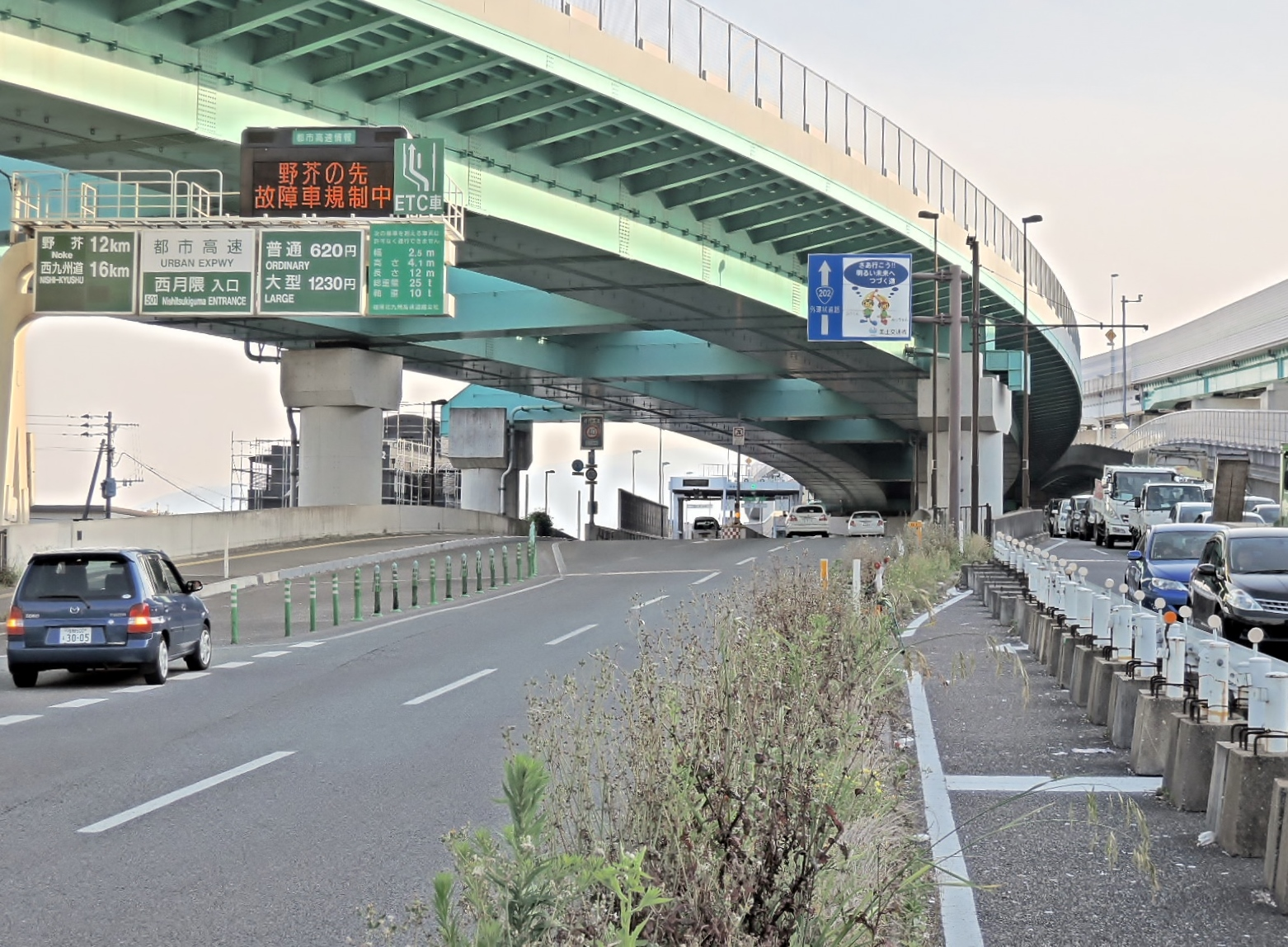
国道３号線月隈ジャンクションの近くで、月隈ジャンクション出入口を写す。右側、福重方面からの西月隈出口。左側が西月隈入口、福重方面のみに行ける

## 接続している路線
- 直接接続路線
  - 福岡高速環状線
  - 福岡高速2号太宰府線
- 月隈JCTから（月隈JCTへ）行ける路線
  - 福岡高速1号香椎線、福岡高速4号粕屋線
- 月隈JCTから（月隈JCTへ）行けない路線・主な出入口
  - 福岡高速3号空港線（空港通出入口）
  - 呉服町出入口、博多駅東出入口

## 隣
福岡高速環状線
(206)月隈出入口 - 月隈JCT - (501)西月隈出入口
福岡高速2号太宰府線
月隈JCT - (207)金の隈出入口

## 備考
- 金の隈ランプはこのJCTの中にあるような構造となっている。
- 2号太宰府線はこのJCT内にある立花寺北交差点(国道3号線・国道202号線福岡外環状道路・県道24号線)をアンダーパスする。このため、急な下り坂と上り坂がJCT内にあるため速度に注意が必要である。このような構造になっているのは、福岡空港の滑走路の近くにあり高さの制限を影響を受けるためである。